# Brincones
Brincones là một đô thị ở tỉnh Salamanca, phía tây Tây Ban Nha, cộng đồng tự trị Castile-Leon. Brincones có cự ly 45 kilômét so với thành phố tỉnh lỵ Salamanca và có dân số 99 người.
Đô thị này nằm ở khu vực có độ cao 765 mét trên mực nước biển.